# Pokémon Red & Blue
«Pokémon Red Version» і «Pokémon Blue Version» — японські рольові відеоігри, розроблені «Game Freak» та випущені «Nintendo» для портативної консолі «Game Boy». Перші в серії «Pokémon». Уперше були випущені 27 лютого 1996 року в Японії як «Pocket Monsters Red» і «Pocket Monsters Green», включно зі спеціальним виданням «Pocket Monsters Blue», яке вийшло 15 жовтня 1996 року. Упродовж наступних трьох років були ліцензовані як «Red» і «Blue» для випуску в Північній Америці, Європі та Австралії. 1998 року було випущено спеціальне видання «Pokémon Yellow», що ґрунтується на аніме. 2004 року світ побачили римейки «Pokemon Red» і «Blue» для консолі «Game Boy Advance» — «Pokemon FireRed» і «Pokemon LeafGreen». На 20-ту річницю франшизи, 27 лютого 2016 року, для відеоігор вийшли спеціальні версії для портативної консолі «Nintendo 3DS».
Гравець керує молодим покетренером, який починає свою подорож регіоном Канто. На вибір герою дають одного з трьох стартових покемонів: Бульбазавра, Чармандера чи Сквіртла. Юнак повинен перемогти вісім лідерів тренерських залів, Елітну четвірку та чемпіона Ліги, ставши лідером регіону Канто. Додатковою метою є зловити всіх 151 покемона для завершення Покедекса. Однак це зробити можна лише через передавання покемонів між іграми за допомогою спеціального кабелю.
Відеоігри отримали позитивні відгуки від критиків, отримавши 89 % на сайті «GameRankings». 2009 року потрапили до «Книги рекордів Гіннеса» в розділі «Найпродаваніша RPG на Game Boy» та «Найпродаваніша RPG усіх часів». Вони вважаються одними з найкращих відеоігор усіх часів і включені до Зали слави відеоігор. Їхні загальні продажі у світі перевищують 30 мільйонів копій.

## Ігровий процес

Битва у грі. Покемон гравця (знизу) проти дикого покемона (зверху).

У відеоіграх Pokémon Red і Blue використовується вид зверху від третьої особи. Ігровий процес проходить на трьох ігрових екранах: ігровий світ, яким подорожує гравець; меню, де гравець організовує інвентар, команду покемонів і налаштовує гру, й екран, де відбуваються поєдинки покемонів.
Гравець керує покетренером і подорожує вигаданим регіоном Канто, спілкуючись і б'ючись з іншими тренерами. Мета відеоігор — стати видатним тренером покемонів у регіоні, перемігши чотирьох найкращих тренерів регіону — «Елітну четвірку» (англ. Elite Four), і чемпіона Ліги. Іншою метою є ловля всіх 151 покемона для заповнення інформації про них у Покедексі, електронній енциклопедії про покемонів. У відеоіграх, «Red» та «Blue», гравці можуть використовувати спеціальний кабель Game Link Cable для зв'язку між консолями, щоб обмінюватися покемонами та влаштовувати бої з іншими гравцями. Обидві гри можна проходити незалежно, але вони відрізняються покемонами. Тому для заповнення Покедекса гравцеві потрібно обмінюватися з гравцями іншої версії. Якщо грати в «Red» чи «Blue» на «Game Boy Advance» або «Game Boy Advance SP», то для спільної гри потрібно використовували спеціальний кабель Nintendo Universal Game Link Cable, інакше зв'язку між ними не буде. Крім того, англійські версії не сумісні з японськими.
Гравець використовує своїх покемонів для битв з іншими покемонами чи покетренерами. Під час бою з'являється екран, де гравець може: наказати своєму покемону використовувати одну з чотирьох атак у бою, використовувати на покемоні предмет, змінити покемона на іншого або втекти з бою (якщо гравець у бою з іншим тренером, то втеча неможлива). У покемонів є очки здоров'я і, витративши їх, покемон не може битися доти, поки його не вилікують. Після перемоги покемони гравця отримують очки досвіду. Досягнувши певну кількість цих очок, покемон отримує новий рівень. Від рівня залежить сила покемона, а при досягненні певного рівня покемон може вивчати нові атаки або еволюціонувати (англ. Evolve), перетворившись на досконалішу форму.
Ловля покемонів є важливою частиною ігрового процесу. На героя можуть нападати дикі покемони, що зазвичай живуть у високій траві. Щоби спіймати їх потрібно кинути в них покебол (англ. Poké Ball) — кишеньковий пристрій у формі кулі для перенесення покемонів будь-яких розмірів. Якщо вони впродовж короткого часу не вирвуться з покебола, то стають покемонами гравця. Успіх ловлі залежить від того, наскільки сильний дикий покемон, скільки в нього залишилося очок здоров'я та від типу покебола. Кінцева мета відеоігор — заповнити Покедекс даними про всіх покемонів. Якщо гравець ловить нового покемона, то інформація про нього потрапляє в Покедекс. Еволюційні (розвинені) форми покемонів вважаються окремим видом, деяких із них можна отримати тільки шляхом еволюції. Усього в Покедексі 151 різновид покемонів.
«Red» і «Blue» сумісні з іншою відеогрою першого покоління, «Pokémon Yellow». Крім того, є можливість обміну з іграми другого покоління: «Pokémon Gold і Silver» і «Crystal». В обміні «Red» і «Blue» з «Gold», «Silver» і «Crystal» є обмеження: не можна обмінюватися, якщо в гравця є покемони, які з'явилися лише в другому поколінні, або покемони з атаками, що з'явилися в другому поколінні. Також, використовуючи Transfer Pack для «Nintendo 64», можна передати покемонів і речі з «Pokémon Red» і «Blue» до відеоігор «Pokémon Stadium» чи «Pokémon Stadium 2». «Red» і «Blue» несумісні з іграми, що вийшли пізніше другого покоління для «Game Boy Advance» чи «GameCube».

## Сетинг

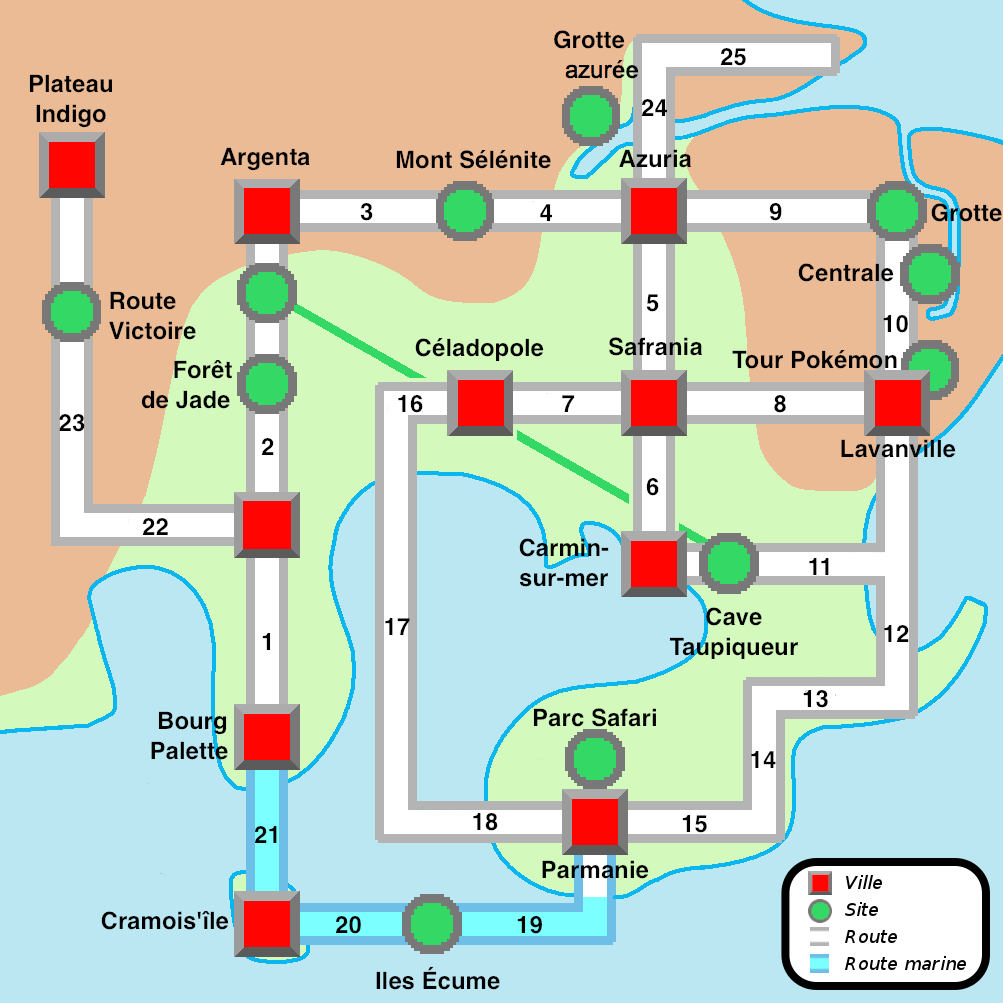
Мапа світу «Pokémon Red» і «Blue».

Усі події відбуваються у вигаданому регіоні Канто, що ґрунтується на реальній провінції Японії. Гравець може вільно подорожувати дорогами-маршрутами, які з'єднують десять міст. Проте деякі місця у відеоіграх стають доступними лише за виконання певних умов. Вигаданий всесвіт гри нагадує реальний світ і створений в антуражі альтернативної сучасності, але замість тварин у ньому схожі істоти покемони, які володіють надприродними здібностями. Люди, що називаються тренерами покемонів, ловлять їх і навчають для участі в поєдинках. Бої покемонів певною мірою нагадують спортивні змагання. Тренери не беруть участі у боях особисто, а лише командують покемонами для боротьби із суперником. Бої продовжуються, поки один із покемонів не знепритомніє або один із тренерів не вирішить здатися. До смерті сутички не відбуваються ніколи. Як правило, сильні й досвідчені тренери покемонів користуються повагою. Усього в регіоні 151 вид покемонів, які живуть у різних біомах. Наприклад, Хорсію можна спіймати або на риболовлі, або у водоймищі, а Зубата — лише в печерах.

## Сюжет
Головний герой відеоігор (гравець може дати йому ім'я на свій розсуд) — хлопчик, що живе в місті Паллет (англ. Pallet Town) у регіоні Канто. Коли він намагається вийти з міста, професор Оук (англ. Professor Oak), знаменитий дослідник покемонів, зупиняє його й каже, що в траві на нього можуть напасти дикі покемони. Науковець відводить його до власної лабораторії, де вони зустрічаються з онуком професора (йому також можна підібрати ім'я), суперником головного героя з дитинства. Він також хоче стати покетренером. Професор Оук пропонує хлопчикам одного з трьох покемонів на вибір: Бульбазавра (англ. Bulbasaur), Чармандера (англ. Charmander) або Сквіртла (англ. Squirtle). Потім онук викликає свого суперника на поєдинок покемонів. Подібні дуелі будуть відбуватися на певних етапах упродовж усієї гри.
У різних містах гравець буде знаходити місцеві стадіони (англ. Gyms). Усього в Канта є вісім стадіонів, де потрібно перемогти лідера стадіону (англ. Gym Leader) та отримати його значок. Зібравши їх усіх, головному герою відкриється доступ до Ліги покемонів (англ. Pokémon League), де збираються найсильніші тренери покемонів Канто. Для вступу до Ліги хлопчик повинен перемогти «Елітну четвірку» (англ. Elite Four) та чемпіона. Основна сюжетна лінія також включає боротьбу з могутньою злочинною організацією — Командою «R» (англ. Team Rocket).

## Розробка

### Виникнення ідеї
Ідея серії «Покемон» бере початок із колекціонування комах, яким у дитинстві захоплювався геймдизайнер Сатосі Тадзірі. Він жив у західному передмісті Токіо. Кількість комах із часом зменшувалася через швидку урбанізації. Він помітив, що діти стали частіше грати вдома, ніж на вулиці. І тоді йому спала думка про відеогру, де потрібно збирати істот й обмінюватися ними з іншими гравцями, щоб зібрати повну колекцію. Пізніше народилася ідея битв. Попри це, покемони ніколи не помирали в бою. Для Тадзірі це дуже важлива річ, бо він не хотів «безглуздого насильства».
Коли вийшла портативна консоль «Game Boy», Тадзірі подумав, що це ідеальна платформа для його майбутньої відеогри. Він також зазначив, що на нього також вплинула відеогра «The Final Fantasy Legend», яка наштовхнула його на думку, що для портативних консолей можна розробляти не тільки екшн-відеоігри. Ідея обміну покемонами за допомогою з'єднувального кабелю була новою для ігрової індустрії, тому що зазвичай кабелі застосовували лише для спільної гри.
|  | Я уявив собі клубочок інформації, що передається шляхом з'єднання двох Game Boy через спеціальний кабель, і я подумав: „Ух ти! Це буде щось!“ Оригінальний текст (англ.) I imagined a chunk of information being transferred by connecting two Game Boys with special cables, and I went wow, that's really going to be something! |

Головного героя названо на честь Тадзірі — Сатосі, а його суперника — Сігеру, на честь Міямото. Суґіморі Кен, друг Тадзірі, очолював команду менше десяти осіб, які створювали дизайн покемонів. Сугіморі розробляв дизайн покемонів, малюючи кожного з декількох різних ракурсів, щоби дизайнерам було легше зберігати всі деталі під час перетворення малюнків у піксельну графіку.
Музику написав Масуда Дзюн'їті на комп'ютері «Commodore Amiga», який лише показує відтворення зразків ІКМ. За допомогою власної програми конвертував на «Game Boy». Він використовував всі чотири звукових канали, щоби було чути і фонову музику, і «голоси» покемонів на початку бою. Також композитор зазначив, що фонова мелодія «Monster» створювалась на основі сцен із битвами з використанням білого шуму, схожого на музику маршу з імітацією ударів малого барабана.
Спочатку проєкт називався «Capsule Monsters» (досл. укр. «капсульні монстри»). Через проблеми з реєстрацією торгової марки проєкт перейменували спочатку в «CapuMon», потім у «KapuMon», поки вибір не випав на «Pocket Monsters» (досл. укр. «кишенькові монстри»). Тадзірі думав, що «Nintendo» не захоче прийняти його відеогру, оскільки спочатку керівництву компанії його ідея не сподобалась. «Game Freak» потерпала від фінансової кризи, а Тадзірі жив на кошти батька і навіть був змушений не платити своїм працівникам. Сігеру Міямото, друг і наставник Тадзірі, несподівано допоміг йому з фінансуванням, довіривши компанії власні проєкти як «Yoshi's Egg». Почувши про ідею обміну віртуальними монстрами, Міямото запропонував Тадзірі випустити відеогру у двох версіях. Він припустив, що це розвине ідею обміну покемонами.

### Випуск
Відеоігри вийшли 27 лютого 1996 року в Японії під назвою «Pocket Monsters Red» і «Pocket Monsters Green». Вони дуже швидко продавалися, а однією з причин цього було рішення «Nintendo» випустити їх у двох версіях, таким чином спонукаючи купувати обидві версії. 15 жовтня 1996 року вийшла доповнена версія відеогри, «Pocket Monsters Blue», яку можна було отримати лише електронною поштою. Вона була доповнена новими діалогами й художнім оформленням. Тадзірі потай від «Nintendo» додав у відеогру секретного, 151-го покемона, — М'ю. Він вважав, що це «створить багато чуток і загадок про гру» й «підтримає інтерес». Спочатку істота була створена Морімото Сіґекі як жарт, і не повинна була бути доступна для користувачів. Пізніше «Nintendo» використовував М'ю для різних рекламних акцій і кампаній. Але 2003 року знайшли спосіб зловити його за допомогою бага, що дозволяє зловити будь-якого покемона, включно з М'ю.

### Американська локалізація
Під час перекладу відеогри англійською мовою команда, очолювана Накамурою Хіро, перейменовувала деяких покемонів для західних гравців на прохання «Nintendo». Крім цього, було зареєстровано імена всіх 151 покемона як торгові марки, щоби гарантувати унікальність кожного імені в межах франшизи. Під час перекладу стало очевидним, що просто замінити текст неможливо. Відеогру потрібно було перепрограмовувати з нуля через складний і вразливий код — побічний ефект дуже тривалої розробки відеогри. Було вирішено основою для американської версії взяти новішу версію «Pocket Monsters Blue». На основі простішого коду була змодельована програмна й дизайнерська частини, але збереглося розташування покемонів відповідно до японських «Red» і «Green».
Після завершення перекладу «Nintendo» витратила приблизно 50 мільйонів доларів на рекламу, побоюючись, що відеогра не сподобається американським дітям. Команда західної локалізації попередила, що «милі монстри» можуть бути не сприйняті американською аудиторією. Вони рекомендували зробити редизайн покемонів. Однак Ямауті Хіросі, президент «Nintendo», відмовився від пропозиції й розглядав можливий прийом відеоігор в Америці як виклик для компанії. Відеоігри без змін у дизайні вийшли в Північній Америці 28 вересня 1998 року під назвами «Pokémon Red» і «Pokémon Blue», через два з половиною роки після виходу оригінальних «Red» і «Green» у Японії. Відеоігри стали дуже успішні на Заході, і медіафраншиза «Покемон» стала однією з найпопулярніших в Америці.

## Сприйняття
| Агрегатор    | Оцінка |
| ------------ | ------ |
| GameRankings | 89%    |

| Видання                   | Оцінка |
| ------------------------- | ------ |
| Electronic Gaming Monthly | 8.5/10 |
| GameSpot                  | 8.8/10 |
| IGN                       | 10/10  |
| Nintendo Power            | 7.2/10 |

### Продажі
Відеоігри отримали колосальний успіх, поклавши початок новій медіафраншизі. За 1996 рік у Японії сумарні продажі «Red», «Green» і «Blue» становили 1,04 млн, а за 1997 — 3,65 млн. Відеоігри стали найпродаванішими й перегнали «Final Fantasy VII». Загалом у Японії було продано 10,23 млн копій, у США — 9,85 млн. Загальні світові продажі становили понад 31 млн копій. 2009 року відеоігри потрапила до «Книги рекордів Гіннеса» в розділі «Найпродаваніша RPG на Game Boy» та «Найпродаваніша RPG усіх часів».

### Критика
Відеоігри отримали позитивні відгуки від критиків, отримавши 89 % на сайті «GameRankings». Особливо критики хвалили можливість багатокористувацької гри й концепцію обміну покемонами. Крейг Гарріс, журналіст «IGN», віддав відеоіграм максимальну оцінку 10 з 10, прокоментувавши: «Навіть якщо ви пройдете гру, усіх покемонів ви можете не зловити. Ловля всіх покемонів справді затягує». Він також написав про її популярність, особливо серед дітей, описуючи це не інакше як «божевілля». Пітер Бартолоу, критик з «GameSpot», дав іграм 8,8 з 10. Він зазначив, що графіка і звук досить примітивні, але водночас зауважив, що це лише недоліки гри. Він також похвалив гру, сказавши, що «зі своєю дитячою зовнішністю „Pokémon“ є серйозною й унікальною RPG із глибоким геймплеєм і чудовим мультиплеєром. Як і будь-яка RPG, гра проста та зрозуміла для новачків у цьому жанрі, але вона також зацікавить і закоренілих фанатів. Її можна запросто назвати однією з найкращих ігор на Game Boy на цей час.»
Успіх відеоігор пояснюється їхнім інноваційним ігровим процесом. У статтях, опублікованих Колумбійською бізнес-школою, зазначають, що діти віддають перевагу більше геймплею, ніж аудіовізуальними ефектами. Фактично говориться, що у відеоіграх про покемонів відсутність штучних ефектів сприяє розвитку уяви та креативності в дітей. Про це також зазначив «Ґардіан»: «Попри всі розмови про ігрові рушії, створення текстур і тощо, є щось свіже в цьому чудовому геймплеї, що змушує вас ігнорувати 8-бітну графіку».
Присвячений відеоіграм сайт «1UP.com» склав список «Top 5 'Late to the Party' Games», де були перераховані останні відеоігри, які вийшли на той час та які «повністю розкривають потенціал» тієї чи іншої платформи. «Red» і «Blue» були поставлені на перше місце в списку й були названі «секретною зброєю „Nintendo“». Журнал «Nintendo Power» поставив «Red» і «Blue» на третє місце в списку найкращих ігор на «Game Boy» і «Game Boy Color». Також вони заявили, що їх щось змушувало грати допоки вони не зловили всіх покемонів. Бен Рівз із «Game Informer» назвав їх (разом з «Pokémon Yellow», «Pokémon Gold», «Silver» і «Crystal») другими найкращими іграми для «Game Boy» та заявив, що вони мають більшу глибину, ніж здавалося спочатку.
«Official Nintendo Magazine» назвав відеогри одними з найкращих від «Nintendo» в історії, помістивши їх на 52-е місце в списку «100 найкращих відеоігор». 2003 року «Red» і «Blue» посіли 72-е місце в списку «100 найкращих ігор усіх часів» за версією «IGN», зазначивши, що відеоігри «розпочали революцію», а також похвалили детальний ігровий дизайн, складну стратегію й можливість торгівлі між гравцями. Через два роки відеоігри піднялися до 70-го місця в оновленому списку, оскільки, на думку «IGN», вона породила безліч продовжень і відгалужень як аніме-серіали, повнометражні фільми, і так укоренилися в попкультурі. 2007 року «Red» і «Blue» зайняли 37-ме місце в цьому списку, зазначивши:
|  | Для всього, що з'явилося за останнє десятиліття, усе почалося якраз зі Pokémon Red / Blue. Його унікальна суміш дослідження, тренувань, боїв і торгівлі створила гру, яка була набагато глибша, ніж здавалося на перший погляд, і насправді змусила гравців спілкуватися з іншими людьми, щоби по-справжньому відчути все, що вона пропонує. Гра тривала, захоплююча і виблискує тією нематеріальною залежністю, яку можуть отримати лише найкращі відеоігри. Можете говорити про гру все, що хочете, але мало ігрових франшиз можуть претендувати на таку популярність через десять років після того, як вони вперше потрапили на прилавки магазинів. Оригінальний текст (англ.) [For everything that has come in the decade since, it all started right here with Pokémon Red/Blue. Its unique blend of exploration, training, battling and trading created a game that was far more in-depth than it first appeared and one that actually forced the player to socialize with others in order to truly experience all that it had to offer. The game is long, engrossing and sparkles with that intangible addictiveness that only the best titles are able to capture. Say what you will about the game, but few gaming franchises can claim to be this popular ten years after they first hit store shelves. ] Помилка: {{Lang}}: текст вже має курсивний шрифт (допомога) |

### Вплив
Відеоігри заклали основу для однієї з найуспішніших відеоігрових серій із мільярдними доходами, та не менш популярному аніме-серіалу. Через п'ять років після виходу відеоігор «Nintendo» відсвяткували «Pokémoniversary», річницю серії. Джордж Гаррісон, старший віцепрезидент із маркетингу та корпоративних комунікацій із «Nintendo of America», заявив, що «ці дорогоцінні перлини [Pokémon Red and Blue] еволюціонували в Ruby і Sapphire. Випуск Pokémon Pinball розпочне нову серію пригод „Pokémon“, які будуть представлені в найближчих місяцях». З моменту виходу «Red» і «Blue» було продано понад 300 млн копій відеоігор серії.
12 лютого 2014 року анонімний австралійський програміст запустив на потоковому відеосайті «Twitch» соціологічний експеримент під назвою «Twitch Plays Pokémon». Проєкт давав можливість зіграти в модифіковану версію відеогри «Pokémon Red» шляхом вводу команд у чат-лозі. У середньому одночасно брали участь 50 000 глядачів. Результат порівнювали з «переглядом аварії автомобіля в повільній зйомці». Проходження відеогри закінчилося 1 березня 2014 року та налічувало 390 годин безперервної гри.

## Інші версії

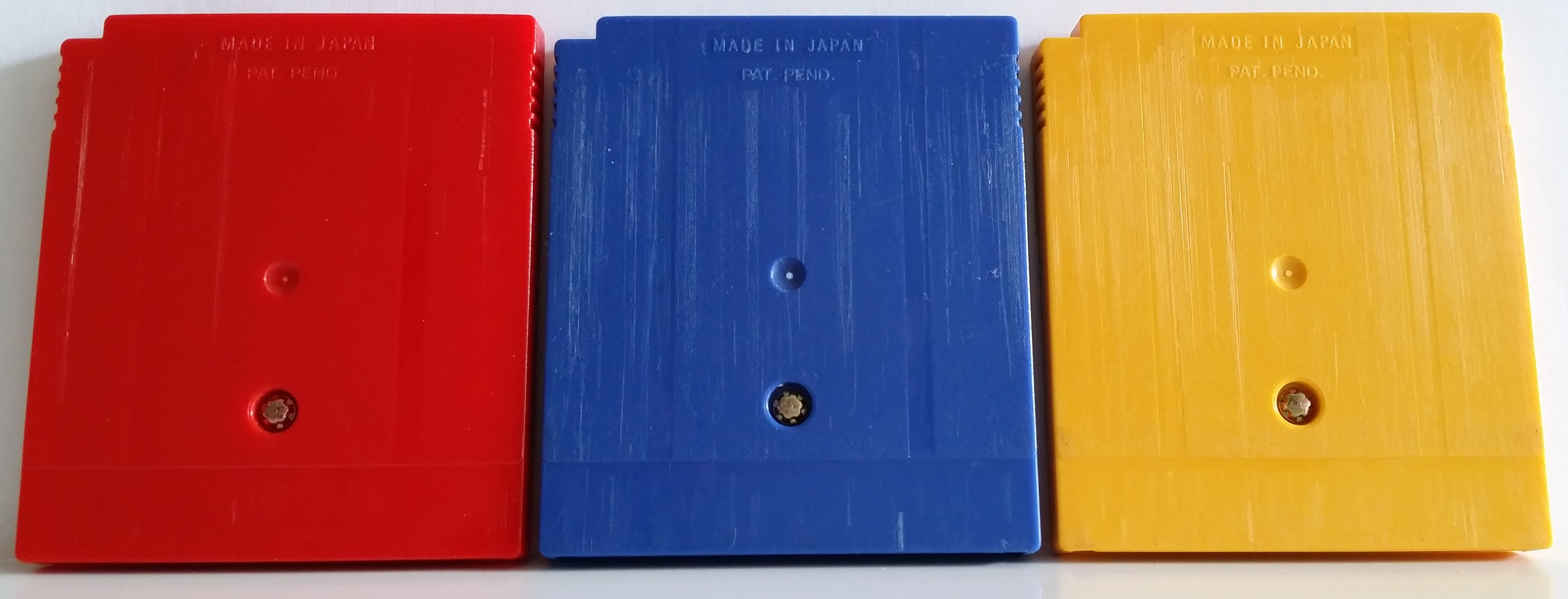
Картриджі різних версій відеогри.

### «Pocket Monsters: Blue»
«Pocket Monsters: Blue» — спеціальне видання «Pocket Monsters: Red» і «Pocket Monsters: Green», що вийшло 15 жовтня 1996 в Японії. Відеогру можна було отримати тільки замовивши її поштою, через журнал CoroCoro Comic. З 10 жовтня 1999 року почали продавати й у роздріб. У відеогрі змінено вихідний код, графіку, діалоги, місце розташування диких покемонів. «Pocket Monsters: Blue» була основою для американських версій «Red» і «Blue», включно з обкладинкою картриджа з Бластойзом. Практично всі дикі покемони з «Blue», крім деяких ексклюзивних, присутні або в «Red», або в «Green».

### «Pokémon Yellow»
«Pokémon Yellow: Special Pikachu Edition» — спеціальне видання «Red» і «Green», що вийшло 12 вересня 1998 року в Японії, у Північній Америці — 1 жовтня 1999, у Європі — 16 червня 2000. Відеогра ідентична оригінальній версії, однак більше наближена до аніме-серіалу. Дизайн головного героя схожий на Еша, головного героя аніме, стартовим покемоном був Пікачу, а його суперника — Іві. Усіх трьох стартових покемонів оригінальної гри (Чармандера, Сквіртла і Бульбазавра) можна було лише спіймати чи обміняти. Також у відеогрі з'являлися лиходії з аніме — Джессі, Джеймс і Мяут із Команди «R».

### «Pokémon FireRed» і «LeafGreen»
«Pokémon FireRed Version» і «Pokémon LeafGreen Version» — римейки оригінальних «Red» і «Green», що вийшли 29 січня 2004 року в Японії, у Північній Америці — 9 вересня 2004, у Європі — 1 жовтня 2004. Відеоігри розроблені «Game Freak» і видані «Nintendo» для портативної ігрової консолі «Game Boy Advance» та були сумісні з бездротовим адаптером Game Boy Advance Wireless Adapter, який йшов у комплекті з іграми. Проте через нові зміни, додані у «FireRed» і «LeafGreen» (як-от розділення єдиної характеристики «Special» на дві, «Special Attack» і «Special Defense») вони не були сумісні з оригінальними відеоіграми. римейк мав багато функцій, яких не було в оригінальних відеоіграх: нові локації, змінений інтерфейс, можливість обміну покемонами з «Pokémon Ruby» і «Sapphire». Через два роки після їхнього виходу «Nintendo» включила їх у серію «Player's Choise» (укр. Вибір гравців) і почала продавати їх зі зниженою ціною.
Ігри також мали успіх, отримавши 81 % на сайті «Metacritic». Критики хвалили римейки, що попри додані нові функції відеоігри зберегли дух оригінальних відеоігор. Однак неоднозначно були оцінені графіка та музика, і багато хто вважав їх не надто віддаленими від попередніх ігор серії. «FireRed» і «LeafGreen» були комерційно успішними, а продажі становили приблизно 12 млн копій.

### Virtual Console
12 листопада 2015 року «Nintendo» оголосила, що 27 лютого 2016 року відеоігри «Red», «Blue» та «Yellow» будуть випущені для сервісу «Nintendo 3DS» «Virtual Console», на 20-ту річницю франшизи. Також до відеоігор включається перша для «Virtual Console» функціональність «Link Cable», що дозволяє обмінюватися й битися між гравцями. Кожен регіон отримав версії відеоігор відповідно до першопочатково випущених версій, «Green» залишився ексклюзивом для Японії. Ці версії також дозволяють переносити покемонів до «Pokémon Sun» і «Moon» за допомогою додатку «Pokémon Bank».
27 лютого 2016 року для Японії Європи й Австралії був випущений також спеціальний комплект разом з «Nintendo 2DS», а кожна консоль відповідає кольору версії гри. Північна Америка отримала спеціальний комплект New Nintendo 3DS з копіями коробкових артів версій «Red» і «Blue».
До 31 березня 2016 року загальний обсяг продажів перевидань досяг 1,5 млн копій, а більше половини було продано на американському ринку.

### «Pokémon: Let's Go, Pikachu!» і «Eevee!»
Pokémon: Let's Go, Pikachu! і Pokémon: Let's Go, Eevee! — покращені римейки «Pokémon Yellow», що були випущені 2018 року для «Nintendo Switch». Відеоігри були націлені на новачків у серії «Pokémon» і містили механіку зі «Pokémon Go». Загалом було продано понад 10 млн копій.

## Зауваження
1. ↑  Японська: ポケットモンスター 赤・緑 Хепберна: Poketto Monsutā Aka Midori?, «Покемон: Червона/Синя версії»
2. ↑  Японська: ポケットモンスター 赤 Хепберна: Poketto Monsutā Aka?, «Кишенькові монстри: Червона версія»
3. ↑  Японська: ポケットモンスター 緑 Хепберна: Poketto Monsutā Midori?, «Кишенькові монстри: Зелена версія»
4. ↑  Японська: ポケットモンスター 青 Хепберна: Poketto Monsutā Ao?, «Кишенькові монстри: Синя версія»
5. ↑  Японська: ポケットモンスター 青 Хепберна: Poketto Monsutā Ao?, «Кишенькові монстри: Синя версія»
6. ↑  Японська: ポケットモンスター ピカチュウ Хепберна: Poketto Monsutā Pikachū?, «Покемон: Жовта версія — спеціальне видання Пікачу», у Японії «Кишенькові монстри: Пікачу»
7. ↑  Японська: ポケットモンスター ファイアレッド Хепберна: Poketto Monsutā Faiareddo?, «Покемон: Вогнено-червона версія»
8. ↑  Японська: ポケットモンスター リーフグリーン Хепберна: Poketto Monsutā Rīfugurīn?, «Покемон: Листяно-зелена версія»
9. ↑  Японська: ポケットモンスター Let's Go! ピカチュウ Хепберна: Poketto Monsutā Let's GO! Pikachū?, «Покемон: Уперед, Пікачу!»
10. ↑  Японська: ポケットモンスター Let's Go! イーブイ Хепберна: Poketto Monsutā Let's GO! Ībui?, «Покемон: Уперед, Іві!»